# Ziltoid the Omniscient
| Оценки критиков | Оценки критиков |
| Источник        | Оценка          |
| --------------- | --------------- |
| About.com       | [ 1 ]           |
| AllMusic        | [ 2 ]           |
| Blabbermouth    | [ 3 ]           |
| DPRP            | [ 4 ]           |

Ziltoid the Omniscient — десятый студийный альбом канадского музыканта Девина Таунсенда, работающего преимущественно в жанре метал. Альбом был выпущен в мае 2007 года под собственным лейблом музыканта HevyDevy Records, в США и Европе вышел на InsideOut Music.
Будучи концептуальным, альбом повествует об инопланетянине Зилтоиде Всеведущем, прилетевшем на Землю с планеты Зилтоидия 9 в надежде найти здесь «чашку наикрутейшего кофе». Не оценив по достоинству вкуса напитка, который ему поднесли жители Земли, и назвав его «вонючей жижей», Зилтоид тут же приказывает своим военачальникам объявить войну землянам, но инопланетным интервентам предстоит испытать на себе всю мощь земной армии. 
По словам Таунсенда, альбом по стилю представляет собой нечто среднее между музыкой коллективов Strapping Young Lad и The Devin Townsend Band.
Этот соло альбом музыканта: весь материал был написан, сыгран, спродюсирован и сведён Таунсендом. Все партии ударных созданы с помощью виртуальной драм-машины EZdrummer.
2 июля 2010 года на фестивале рок-музыки Tuska Open Air в Хельсинки состоялся концерт Таунсенда, на котором впервые вживую прозвучали все треки с альбома, а следующим же днем музыкант порадовал зрителей уже знакомыми композициями своей группы Devin Townsend Project. В это же время Таунсенд планирует снять серию видеороликов, в которых он будет брать интервью у музыкальных коллективов через «ручную» куклу Зилтоида.
В 2014 году Таунсенд объявляет о начале работы над альбомом Z² - продолжением рок-оперы о Зилтоиде. Запись альбома началась в мае 2014 года, а выпущен он был 27 октября 2017 года.

## Обстоятельства записи альбома
4 октября 2006 у Таунсенда и его жены Трейси Тёрнер родился сын Рейнер Лиам Джонстан Таунсенд. Примерно в то же время Таунсенд разогнал свои группы Strapping Young Lad и The Devin Townsend Band, объяснив это тем, что «выгорел» за время концертов и интервью. Тогда же музыкант записывает The Hummer, спокойный альбом в стиле эмбиент.
Сразу после этого Таунсенд начинает работу над альбомом о Зилтоиде Всеведущем. «Я имел в виду «соло» в буквальном смысле этого слова», - объясняет Таунсенд. «Никто не помогал мне. Четыре месяца я работал совершенно самостоятельно. Я записал каждую инструментальную дорожку и запрограммировал все партии ударных… Я был звукорежиссёром и продюсером, сидя в своём подвале, я сводил каждую ноту с минимальным количеством оборудования. Я хотел доказать себе, что могу сделать всё это своими силами». Таунсенд запрограммировал все партии ударных с помощью Drumkit from Hell, виртуальной драм-машины, предоставленной Фредериком Торденталем из метал-группы Meshuggah.

## Выход альбома
Ziltoid the Omniscient был выпущен 21 мая 2007 года под собственном независимым лейблом Таунсенда HevyDevy Records.

## Список композиций
Слова и музыка всех песен — Devin Townsend.
| №                   | Название                  | Длительность |
| ------------------- | ------------------------- | ------------ |
| 1.                  | «ZTO»                     | 1:17         |
| 2.                  | «By Your Command»         | 8:09         |
| 3.                  | «Ziltoidia Attaxx!!!»     | 3:42         |
| 4.                  | «Solar Winds»             | 9:46         |
| 5.                  | «Hyperdrive»              | 3:47         |
| 6.                  | «N9»                      | 5:30         |
| 7.                  | «Planet Smasher»          | 5:45         |
| 8.                  | «Omnidimensional Creator» | 0:48         |
| 9.                  | «Color Your World»        | 9:44         |
| 10.                 | «The Greys»               | 4:15         |
| 11.                 | «Tall Latte»              | 1:03         |
| Общая длительность: | Общая длительность:       | 53:46        |

| №                   | Название                                     | Длительность |
| ------------------- | -------------------------------------------- | ------------ |
| 1.                  | «Don't Know Why» (aka Messages from Ziltoid) | 7:34         |
| 2.                  | «Travelling Salesman»                        | 2:14         |
| 3.                  | «Another Road»                               | 4:29         |
| Общая длительность: | Общая длительность:                          | 14:17        |

## Участники записи
- Девин Таунсенд – вокал, гитара, бас-гитара, клавишные, программирование ударных, продюсирование, сведение
- U.E. Nastasi – мастеринг
- Фредрик Тордендаль – консультация по ударным
- Дэйв Янг – помощь в записи, дополнительные голоса
- Майк Янг – помощь в записи
- Брайан Уоддел – дополнительные голоса
- Marcus Rogers – видеопродюсер / режиссер, видеоанимация куклы Зилтоида
- Rae Reedyk – видеопродакшн куклы Зилтоида
- Трэвис Смит – оформление